# Rhynchozoon multiformatatum
Rhynchozoon multiformatatum är en mossdjursart som beskrevs av Liu 200. Rhynchozoon multiformatatum ingår i släktet Rhynchozoon och familjen Phidoloporidae. Inga underarter finns listade i Catalogue of Life.